# Condado de Gallatin (Montana)
El condado de Gallatin es un condado situado en el suroeste del estado de Montana (Estados Unidos). El accidente geográfico que lo caracteriza es el río Gallatin, que fue nombrado así en 1805 por Meriwether Lewis en homenaje a Albert Gallatin, Secretario del Tesoro de los Estados Unidos (1801-1814). Según el censo del año 2000 la población del condado era de 67.831 habitantes, la mayoría de ellos en la sede de condado, Bozeman, que alberga la Universidad Estatal de Montana. En la parte sureste del condado de Gallatin se encuentra una pequeña parte del parque nacional de Yellowstone. La estación de esquí Big Sky Resort, una de las más grandes de Estados Unidos, está situada a mitad de camino entre West Yellowstone y Bozeman.

## Geografía

### Condados adyacentes
- Condado de Madison (Montana) - oeste
- Condado de Jefferson (Montana) - noroeste
- Condado de Broadwater (Montana) - norte
- Condado de Meagher (Montana) - noreste
- Condado de Park (Montana) - este
- Condado de Park (Wyoming) - sureste
- Condado de Teton (Wyoming) - sureste
- Condado de Freemont (Idaho) - suroeste

### Áreas protegidas
En el condado de Gallatin se encuentran, en parte, las siguientes áreas protegidas por el gobierno de los Estados Unidos:
- Parque nacional de Yellowstone
- Bosque Nacional de Gallatin

## Comunidades

### Ciudades
- Bozeman
- Belgrade
- Three Forks

### Pueblos
- Manhattan
- West Yellowstone